# Lowlands 1968
Lowlands 1968 (voluit: A Flight to Lowlands Paradise) werd gehouden op 28 december 1968. Het was de tweede en tevens laatste editie van het Lowlandsfestival in de Margriethal van de Jaarbeurs in de Nederlandse stad Utrecht. Het festival verkocht in totaal 18.000 kaarten en was uitverkocht.
De oorspronkelijk geplande datum was 23 november, maar de datum was verschoven zodat Jimi Hendrix kon optreden. Hij is echter nooit gekomen. Vanwege de veranderde datum lieten dan weer andere befaamde bands verstek gaan, zoals The Who en Jethro Tull. Jeff Beck zegde op het laatste moment af omdat hij met een zenuwinzinking zou kampen.
Na deze editie zou er pas weer een Lowlands plaatsvinden in 1993, onder de naam A Campingflight to Lowlands Paradise.

## Artiesten (selectie)
- CCC Inc.
- Cuby + Blizzards
- MC5
- McKenna Mendelson Mainline
- Pink Floyd
- Short 66
- Supersister
- The Bonzo Dog Doo-Dah Band
- The Outsiders
- The Pretty Things
- The Zipps
- Tyrannosaurus Rex

1967 · 1968 · 1993 · 1994 · 1995 · 1996 · 1997 · 1998 · 1999 · 2000 · 2001 · 2002 · 2003 · 2004 · 2005 · 2006 · 2007 · 2008 · 2009 · 2010 · 2011 · 2012 · 2013 · 2014 · 2015 · 2016 · 2017 · 2018 · 2019 · 2020 · 2021 · 2022 · 2023 · 2024 · 2025 · 2026